# Thomas Arthur de Lally-Tollendal

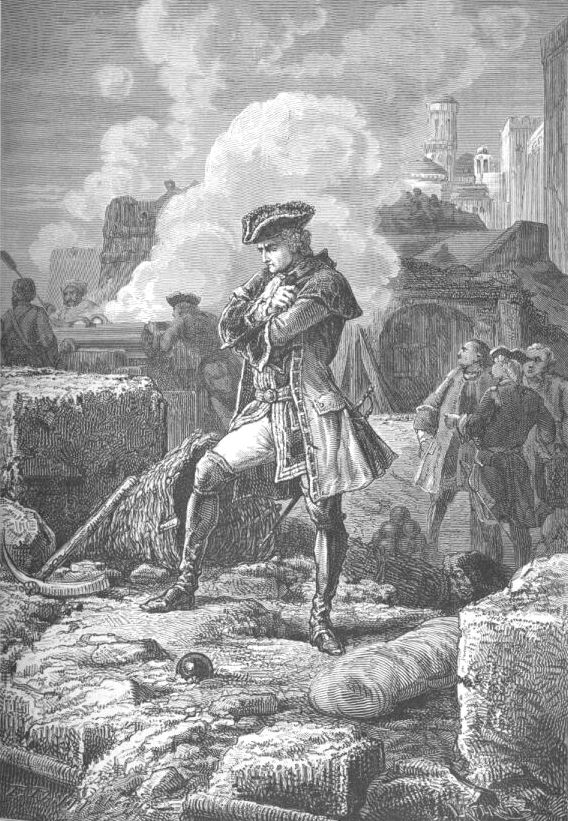
Lally alla battaglia di Pondicherry in un disegno di Paul Philipotteaux

Conte Thomas-Arthur de Lally-Tollendal (Romans-sur-Isère, gennaio 1702 – Parigi, 9 maggio 1766) è stato un militare francese.

## Biografia
Figlio di Sir Gerald Lally, un aristocratico giacobita irlandese proveniente da Tuam, presso Galway, che si era rifugiato in Francia dopo la Gloriosa Rivoluzione e aveva sposato una nobildonna del luogo ereditandone i titoli.
Thomas-Arthur entrò nell'esercito francese nel 1721 e dal 1734, divenuto colonnello,  servì contro l'Austria a Dettingen (1743) e a Fontenoy (1745), dove si guadagnò il grado di brigadiere generale.
Sempre nel 1745 accompagnò il principe Carlo Edoardo Stuart in Scozia e fu suo aiutante di campo durante la battaglia di Falkirk.
Tornato in Francia, de Lally servì sotto Maurizio di Sassonia nei Paesi Bassi e catturò Maastricht nel 1748.
Nel 1752 venne reso membro dell'Ordine Cavalleresco di Malta con il grado di cavaliere e nel 1753 divenne anche corrispondente di numerose logge massoniche e cavaliere dell'Ordine di San Luigi.
Nel 1756 venne trasferito nelle Indie orientali francesi, dove assediò e catturò Pondicherry.
Durante l'assedio di Madras (1759) si arrese agli inglesi di Sir William Draper, ma riuscì a fuggire e difendere Pondicherry fino al 22 gennaio 1760, quando si arrese e fu catturato da Sir Eyre Coote.
Portato sotto stretta sorveglianza in Inghilterra, fu liberato sulla parola e si recò a Parigi per difendersi dalle accuse di tradimento e corruzione formulate nei suoi confronti. Rinchiuso alla Bastiglia (1762), non venne giudicato dal Consiglio di guerra, come chiedeva, ma dal Parlamento di Parigi che il 3 maggio 1766 lo condannò alla decapitazione. Fu condotto al supplizio, in piazza de la Grève, in una carrozza drappeggiata di nero e l'esecuzione, condotta dal boia Sanson e da suo figlio, fu uno spettacolo terrificante che indignò tutta l'Europa: il boia mancò il colpo, e furono necessari altri fendenti, con una scena da raccapriccio, per finire il condannato.